# Martin Romig
Martin Anthony Romig (* 8. September 1967 in Newton (Massachusetts)) ist ein deutscher Basketballfunktionär. Er ist Manager des Bundesligisten Crailsheim Merlins.

## Laufbahn
Romigs aus Nürnberg stammende Eltern wanderten nach Kanada aus, ehe sie in die Vereinigten Staaten weiterzogen, wo der Vater, ein gelernter Kürschner, eine Arbeitsstelle in der Modebranche angenommen hatte. Der in Newton im US-Bundesstaat Massachusetts geborene Romig wuchs als kleines Kind auf Long Island auf, spielte Baseball und Eishockey, ehe er im Alter von neun Jahren mit seinen Eltern nach Crailsheim zog. Er spielte Fußball beim TSV Crailsheim, zeitweise auch Handball, kam über eine Arbeitsgemeinschaft am Albert-Schweitzer-Gymnasium in Crailsheim mit dem Basketballsport in Berührung und gehörte 1986 zu den Gründungsmitgliedern der Basketball-Abteilung des TSV Crailsheim. Er machte sein Abitur am Albert-Schweitzer-Gymnasium, studierte in Nürnberg Betriebswirtschaftslehre und betrieb in Crailsheim ein Sportgeschäft.
Romig, dessen Spitzname „Präse“ auf eine Ausfahrt nach Frankreich zurückgeht, wo er als Abteilungsleiter der TSV-Basketballer als Präsident angesprochen wurde, gestaltete die Entwicklung der Crailsheimer Basketball-Abteilung seit der Gründung 1986 entscheidend mit, die neben dem Spielbetrieb und dem Voranbringen des Basketballsports zeitweilig auch als Café-Betreiber auf dem Crailsheimer Volksfest auftrat. Damit wurden die Finanzen der Abteilung aufgebessert und der Bekanntheitsgrad erhöht. Unter Romig als Abteilungsleiter und „Macher“ arbeitete sich der TSV Crailsheim (später Crailsheim Merlins) Liga für Liga nach oben, 2001 stieg die Mannschaft in die 2. Basketball-Bundesliga auf. 2014 folgte der erste Aufstieg in die Basketball-Bundesliga.
Im Juli 2015 wurde der Betrieb der Profimannschaft aus dem TSV Crailsheim in die neugegründete Crailsheim Merlins GmbH überführt, Romig wurde Geschäftsführer der Gesellschaft. 2018 gelang den Crailsheimern der zweite Bundesliga-Aufstieg in Romigs Amtszeit. 2024 stieg man wieder ab.